# Javra taniguchiae
Javra taniguchiae là một loài tò vò trong họ Ichneumonidae.